# Công an thành phố Cần Thơ
Công an thành phố Cần Thơ là cơ quan Công an cấp thành phố trực thuộc Trung ương ở Việt Nam, thuộc hệ thống tổ chức của lực lượng Công an nhân dân Việt Nam tại Cần Thơ. Công an thành phố Cần Thơ có trách nhiệm tham mưu cho Bộ Công an, Thành ủy Cần Thơ, Ủy ban Nhân dân Thành phố Cần Thơ về bảo vệ an ninh quốc gia và giữ gìn trật tự, an toàn xã hội; chủ trì và thực hiện thống nhất quản lí Nhà nước về bảo vệ an ninh quốc gia, giữ gìn trật tự, an toàn xã hội trên địa bàn thành phố Cần Thơ; trực tiếp đấu tranh phòng, chống âm mưu, hoạt động của các thế lực thù địch, các loại tội phạm và các vi phạm pháp luật về an ninh quốc gia, trật tự, an toàn xã hội; tổ chức xây dựng lực lượng Công an thành phố cách mạng, chính quy, tinh nhuệ và từng bước hiện đại.

## Lãnh đạo hiện nay
- Giám đốc: Thiếu tướng Huỳnh Việt Hoà
- Phó Giám đốc: Đại tá Vũ Thành Thức
- Phó Giám đốc: Đại tá Lê Đức Bảy
- Phó Giám đốc: Đại tá Trần Hoàng Độ
- Phó Giám đốc: Đại tá Bùi Đức An
- Phó Giám đốc: Đại tá Huỳnh Hoài Hận
- Phó Giám đốc: Đại tá Nguyễn Thanh Tràng
- Phó Giám đốc: Đại tá Nguyễn Thanh Bình
- Phó Giám đốc: Đại tá Nguyễn Văn Thắng
- Phó Giám đốc: Thượng tá Hà Bảo Huy
- Phó Giám đốc: Trung tá Đinh Tùng An

## Tổ chức

### Khối Cơ quan
- Khối An ninh
  1. Phòng An ninh đối ngoại (PA01)
  2. Phòng An ninh đối nội (PA02)
  3. Phòng An ninh chính trị nội bộ (PA03)
  4. Phòng An ninh kinh tế (PA04)
  5. Phòng An ninh mạng và phòng, chống tội phạm sử dụng công nghệ cao (PA05)
  6. Phòng Kỹ thuật nghiệp vụ (PA06)
  7. Phòng Ngoại tuyến (PA07)
  8. Phòng Quản lý xuất nhập cảnh (PA08)
  9. Phòng An ninh điều tra (PA09)
  10. Phòng Tình báo (PB01)
- Khối Cảnh sát
  1. Văn phòng Cơ quan CSĐT (PC01)
  2. Phòng Cảnh sát hình sự (PC02)
  3. Phòng Cảnh sát điều tra tội phạm về tham nhũng, kinh tế, buôn lậu (PC03)
  4. Phòng Cảnh sát điều tra tội phạm về ma túy (PC04)
  5. Phòng Cảnh sát phòng, chống tội phạm về môi trường (PC05)
  6. Phòng Cảnh sát Quản lý hành chính về trật tự xã hội (PC06)
  7. Phòng Cảnh sát PCCC & CNCH (PC07)
  8. Phòng Cảnh sát giao thông (PC08)
  9. Phòng Cảnh sát đường thủy (PC08B)
  10. Phòng Kỹ thuật hình sự (PC09)
  11. Phòng Cảnh sát thi hành án hình sự và hỗ trợ tư pháp (PC10)
  12. Phòng Cảnh sát cơ động (PK02)
  13. Trại giam Long Tuyền (PC11)
- Khối Hậu cần
  1. Phòng Hậu cần (PH10)
  2. Phòng tài chính (PH01)
  3. Bệnh viện Công an thành phố
- Khối Xây dựng lực lượng
  1. Phòng Tổ chức - Cán bộ (PX01)
  2. Phòng Tham mưu (PV01)
  3. Phòng pháp chế và cải cách hành chính, tư pháp (PV03)
  4. Thanh tra Công an thành phố Cần Thơ (PX05)
  5. Trung tâm huấn luyện và bồi dưỡng nghiệp vụ (PX02)
  6. Cơ quan UBKT Đảng ủy Công an thành phố (PX06)
  7. Phòng Hồ sơ (PV06)
  8. Phòng Công tác Đảng và công tác Chính trị (PX03)
  9. Phòng Xây dựng phong trào toàn dân bảo vệ An ninh Tổ quốc (PV05)

### Khối Đơn vị trực thuộc
- Các đơn vị công an cấp xã của Cần Thơ

## Giám đốc qua các thời kỳ
| # | Tên              | Quân hàm    | Thời gian tại nhiệm | Ghi chú                                                       |
| - | ---------------- | ----------- | ------------------- | ------------------------------------------------------------- |
| 1 | Lê Hùng Trúc     | Đại tá      | 2004 – 2006         | Giám đốc Công an tỉnh Cần Thơ (2000 – 2004)                   |
| 2 | Hà Nghĩa Lộ      | Thiếu tướng | 2006 – 2012         |                                                               |
| 3 | Nguyễn Minh Kha  | Thiếu tướng | 2013 – 2014         | sau là Phó Tổng cục trưởng Tổng cục An ninh II của Bộ Công an |
| 4 | Trần Ngọc Hạnh   | Đại tá      | 2014 – 2018         |                                                               |
| 5 | Nguyễn Văn Thuận | Thiếu tướng | 2018 – 2025         |                                                               |
| 6 | Huỳnh Việt Hoà   | Thiếu tướng | 2025 – nay          | Giám đốc công an tỉnh Hậu Giang (2020 – 2025)                 |

## Phó Giám đốc qua các thời kỳ
| #  | Tên                | Quân hàm  | Thời gian tại nhiệm | Ghi chú |
| -- | ------------------ | --------- | ------------------- | --- |
| 1  | Nguyễn Văn Phấn    | Đại tá    | 2004 – 2006         | |
| 2  | Hà Nghĩa Lộ        | Đại tá    | 2004 – 2006         | |
| 3  | Trần Thị Ngọc Đẹp  | Đại tá    | 2004 – 2011         | nữ tướng duy nhất của lực lượng Cảnh sát Phòng cháy chữa cháy. Sau là Cục trưởng Cục Xây dựng Phong trào Toàn dân Bảo vệ An ninh Tổ quốc, Bộ Công an (2018 – 2020) |
| 4  | Nguyễn Minh Kha    | Đại tá    | 2006 – 2012         | sau là Phó Tổng cục trưởng Tổng Cục an ninh II, Bộ Công An |
| 5  | Nguyễn Huỳnh Trảng | Đại tá    | 2006 – 2014         | |
| 6  | Lê Việt Hùng       | Đại tá    | 2006 – 2013         | mất năm 2021 |
| 7  | Phan Minh Tấn      | Đại tá    | 2011 – 2015         | |
| 8  | Trần Ngọc Hạnh     | Đại tá    | 2011 – 2014         | sau là Giám đốc Công an thành phố Cần Thơ (2014 – 2018) |
| 9  | Nguyễn Văn Thuận   | Đại tá    | 2013 – 2018         | sau là Giám đốc Công an thành phố Cần Thơ (2018 – 2025) |
| 10 | Bùi Trọng Thế      | Đại tá    | 2013 – 2020         | hiện là Phó Cục trưởng Cục An ninh kinh tế |
| 11 | Huỳnh Đấu Tranh    | Đại tá    | 2014 – 2019         | mất năm 2019 |
| 12 | Lương Văn Bền      | Đại tá    | 2015 – 2023         | |
| 13 | Đinh Văn Nơi       | Đại tá    | 2016 – 2020         | nguyên Giám đốc Công an tỉnh An Giang (2020 – 2022), nguyên Giám đốc Công an tỉnh Quảng Ninh (2022 – 2024), hiện là Cục trưởng Cục An ninh chính trị nội bộ        |
| 14 | Võ Văn Thăng       | Đại tá    | 2016 – 2023         | |
| 15 | Trần Đức Đình      | Đại tá    | 2018 – 2020         | nguyên Phó Giám đốc Cảnh sát PCCC thành phố Cần Thơ |
| 16 | Vũ Văn Tảo         | Đại tá    | 2018 – 2020         | nguyên Phó Giám đốc Cảnh sát PCCC thành phố Cần Thơ |
| 17 | Huỳnh Thới An      | Đại tá    | 2020 – 2023         | nguyên Phó giám đốc Công an tỉnh Cà Mau (2018 – 2020), hiện là Phó cục trưởng Cục Cảnh sát phòng cháy, chữa cháy và cứu nạn, cứu hộ                                |
| 18 | Hồ Trung Lập       | Đại tá    | 2020 – 2025         | |
| 19 | Trần Văn Dương     | Thượng tá | 2020 – 2025         | nguyên Giám đốc công an tỉnh Sóc Trăng (tháng 1 –tháng 7/2025), hiện là Cục trưởng Cục Xây dựng phong trào bảo vệ An ninh Tổ quốc                                  |
| 20 | Vũ Thành Thức      | Đại tá    | 2020 – nay          | |
| 21 | Lê Đức Bảy         | Đại tá    | 2022 – nay          | |
| 22 | Trần Hoàng Độ      | Đại tá    | 2023– nay           | |
| 23 | Bùi Đức An         | Đại tá    | 2025 – nay          | nguyên Phó Giám đốc Công an tỉnh Sóc Trăng (2024 – 2025) |
| 24 | Huỳnh Hoài Hận     | Đại tá    | 2025 – nay          | nguyên Phó Giám đốc Công an tỉnh Sóc Trăng (2020 – 2025) |
| 25 | Nguyễn Thanh Tràng | Đại tá    | 2025 – nay          | nguyên Phó Giám đốc Công an tỉnh Hậu Giang (2022 – 2025) |
| 26 | Nguyễn Thanh Bình  | Đại tá    | 2025 – nay          | nguyên Phó Giám đốc Công an tỉnh Hậu Giang (2021 – 2025) |
| 27 | Nguyễn Văn Thắng   | Đại tá    | 2025 – nay          | nguyên Phó Giám đốc Công an tỉnh Hậu Giang (2021 – 2025) |
| 28 | Hà Bảo Huy         | Thượng tá | 2025 – nay          | biệt phái công khai đến nhận công tác tại Ban Nội chính Thành ủy Cần Thơ                                                                                           |
| 29 | Đinh Tùng An       | Trung tá  | 2025 – nay          | |

## Thủ trưởng Cơ quan Cảnh sát điều tra qua các thời kì
| # | Tên               | Quân hàm | Thời gian tại nhiệm | Ghi chú |
| - | ----------------- | -------- | ------------------- | ------- |
| 1 | Trần Thị Ngọc Đẹp | Đại tá   | 2004 – 2006         |         |
| 2 | Lê Việt Hùng      | Đại tá   | 2006 – 2013         |         |
| 3 | Phan Minh Tấn     | Đại tá   | 2013 – 2015         |         |
| 4 | Nguyễn Văn Thuận  | Đại tá   | 2015 – 2017         |         |
| 5 | Bùi Trọng Thế     | Đại tá   | 2017 – 2020         |         |
| 6 | Trần Văn Dương    | Đại tá   | 2020 – nay          |         |

## Thủ trưởng Cơ quan An ninh điều tra qua các thời kì
| # | Tên             | Quân hàm | Thời gian tại nhiệm | Ghi chú                                                |
| - | --------------- | -------- | ------------------- | ------------------------------------------------------ |
| 1 | Hà Nghĩa Lộ     | Đại tá   | 2004 – 2006         |                                                        |
| 2 | Nguyễn Minh Kha | Đại tá   | 2006 – 2012         |                                                        |
| 3 | Bùi Trọng Thế   | Đại tá   | 2013 – 2017         | Hiện là Phó Cục trưởng Cục An ninh kinh tế, Bộ Công an |
| 4 | Đinh Văn Nơi    | Đại tá   | 2017 – 2020         | Hiện là Giám đốc Công an tỉnh An Giang                 |
| 5 | Hồ Trung Lập    | Đại tá   | 2020 – nay          |                                                        |

## Thủ trưởng Cơ quan quản lý Thi hành án hình sự, Thủ trưởng Cơ quan quản lý tạm giữ, tạm giam qua các thời kì
| # | Tên              | Quân hàm | Thời gian tại nhiệm | Ghi chú |
| - | ---------------- | -------- | ------------------- | ------- |
| 1 | Nguyễn Văn Thuận | Đại tá   | 2013 – 2015         |         |
| 2 | Lương Văn Bền    | Đại tá   | 2015 – 2017         |         |
| 3 | Võ Văn Thăng     | Đại tá   | 2017 – 2019         |         |
| 4 | Vũ Thành Thức    | Đại tá   | 2020 – nay          |         |

## Giám đốc Sở Cảnh sát Phòng cháy chữa cháy qua các thời kì
Năm 2018, Sở Cảnh sát Phòng cháy chữa cháy thành phố Cần Thơ được sát nhập vào Công an thành phố Cần Thơ

| # | Tên               | Quân hàm    | Thời gian tại nhiệm | Ghi chú |
| - | ----------------- | ----------- | ------------------- | --- |
| 1 | Trần Thị Ngọc Đẹp | Thiếu tướng | 2011 – 2018         | Nữ tướng duy nhất của lực lượng Cảnh sát PCCC toàn quốc; Sau là Cục trưởng Cục Xây dựng Phong trào Toàn dân Bảo vệ An ninh Tổ quốc, Bộ Công an |